# Karl Maria Demelhuber
Karl Maria Demelhuber (ur. 25 maja 1896 w Freising, zm. 18 marca 1988 w Seeshaupt) – niemiecki wojskowy, SS-Obergruppenführer, dowódca Pułku SS „Germania”, 6 Dywizji Górskiej SS oraz XII i XVI Korpusu SS. Uczestnik I i II wojny światowej.